# Farid al-Atrash
Farid al-Atrash (in arabo فريد الأطرش‎?; Al-Qurayya, ottobre 1910 – Beirut, 26 dicembre 1974) è stato un compositore, cantante e attore siriano naturalizzato egiziano.
È stato un virtuoso e durante la sua carriera ha conosciuto un grande successo, durato più di quattro decenni, e registrato più di 500 canzoni, interpretando inoltre oltre 30 film.

## Biografia
Nato da famiglia drusa, il padre era siriano e la madre libanese.

## Discografia parziale
- Awal Hamssa
- El Hayat Helwa
- Wayak
- Ya Habybi
- Ya Gamil Ya Gamil
- Hebbina hebbina
- Ya Zahratan Fi Khayali
- Zaman Ya Hob
- Ich Inta
- Ya Habaybi Ya Ghaybin
- Alshan Malesh Ghairak
- Kifaya Achoufek
- Ya Nisma Tesri
- Takassim Oud
- Khody Alby
- Ya Reit Tidouk
- La Wa Ainaik
- Ya Weili Min Hobbou

## Filmografia
- Nagham Fi Hayati (1975)
- Zaman Ya Hob (1973)
- Al-Hob al kabir (1969)
- El Khouroug min el guana (1967)
- Hikayet el omr kulluh (1965)
- Ressalah min emraa maghoula (1963)
- Yomun bala ghaden (1962)
- Shatie el hub (1961)
- Min agl Hobbi (1960)
- Maleesh Gheirak (1958)
- Inta habibi (1957)
- Wadda'tu hubbak (1957)
- Izhay ansak (1956)
- Oussit Hobi (1955)
- Lahn hubi (1954)
- Ayza atgawwez (1952)
- Lahn al khouloud (1952)
- Ma takulshi la hada (1952)
- Taa la salim (1951)
- Akher kedba (1950)
- Afrita hanem (1949)
- Ahebbak inta (1949)
- Habib al omr (1947)
- Bolbol effendi (1946)
- Gamal wa Dalal (1946)
- Ma akdarshi (1946)
- Shahr el asal (1946)
- Ahlam el chabab (1943)
- Intisar al-chabab (1941)